# Stato di Jin (Corea)
Lo Stato di Jin fu uno Stato dell'età del ferro che occupava la parte meridionale della Corea durante il II ed il III secolo a.C. Confinava a nord con il regno di Gojoseon. La capitale era a sud del fiume Han. Questo Stato precedette le confederazioni Samhan, ognuna delle quali rivendicava per sé la successione dallo Stato di Jin.

## Nome
"Jin" è la romanizzazione riveduta del coreano 진, originariamente scritto 辰 in caratteri cinesi coreani (hanja). La pronuncia di tale carattere in cinese antico è stato ricostruita come /*[d]ər/ e in origine si riferiva al quinto ramo terrestre degli zodiaci cinese e coreano, una divisione dell'orbita di Giove identificato col drago. Questo a sua volta era connesso a una rotta navale di 120° (fra ESE e SE) ma anche a un periodo di due ore fra le 7 e le 9 del mattino, portandolo ad essere associato all'alba e alla direzione a est.

## Storia
Non è chiaro quanto fosse organizzato lo Stato di Jin; probabilmente era una federazione di staterelli come Samhan in epoca successiva. Essendo in grado di competere con Wiman Joseon e di inviare ambasciate alla corte cinese della dinastia Han, c'era probabilmente una qualche forma di autorità centrale stabile. Lo storico Lee Ki-baek, in A new history of Korea del 1984, suggerisce che il tentativo dello Stato di aprire contatti diretti indichi "un forte desiderio da parte di Chin [Jin] di beneficiare della cultura cinese dei metalli." Tuttavia, Wiman Joseon impedì per molto tempo contatti diretti tra Jin e la Cina.
È riportato che re Jun di Gojoseon scappò a Jin dopo che re Wiman si impossessò del trono e fondò Wiman Joseon. Taluni credono che le menzioni cinesi a Gaeguk o Gaemaguk (蓋馬國, Regno dei cavalli corazzati) si riferisca a Jin; Goguryeo avrebbe inoltre conquistato "Gaemaguk" nel 26, ma potrebbe riferirsi ad una tribù diversa nella Corea settentrionale.
Le fonti sono contraddittorie sulla caduta di Jin: sarebbe diventato la confederazione Jinhan, oppure sarebbe stato inglobato in Samhan. Reperti archeologici sono stati invece ritrovati nel territorio della successiva confederazione Mahan.
Lo storico e politico nazionalista Shin Chaeho, nel suo trattato Joseon Sanggosa, scritto nel 1931, sostiene tuttavia che lo Stato di Jin corrisponda ai Tre stati confederati di Gojoseon, ovvero una delle confederazioni storicamente riconosciute dello Stato di Gojoseon.

## Archeologia
Archeologicamente, Jin viene comunemente identificato con la cultura coreana dei pugnali di bronzo, sviluppatasi nel tardo primo millennio a.C. I reperti più abbondanti di questa cultura sono stati ritrovati nella Corea sudoccidentale, nelle regioni di Chungcheong e Jeolla, ma anche in tutta la Corea meridionale e nel Kyūshū, dove i manufatti furono esportati al popolo Yayoi.

## Eredità
Jin fu seguito dalla confederazione Samhan: Mahan, Jinhan e Byeonhan. Il testo storico cinese Cronache dei Tre Regni scrive che Jinhan fu l'erede dello Stato di Jin, mentre il Libro degli Han posteriori sostiene che i tre stati facessero parte di Jin insieme ad altri, per un totale di 78.
Il nome "Jin" continuò ad essere usato nel nome di Jinhan e in quello di "Byeonjin", altro nome di Byeonhan. Inoltre, per alcuni tempi il capo di Mahan continuò a chiamarsi "re Jin", affermando la propria supremazia nominale su tutte le tribù di Samhan.